# Ferrania

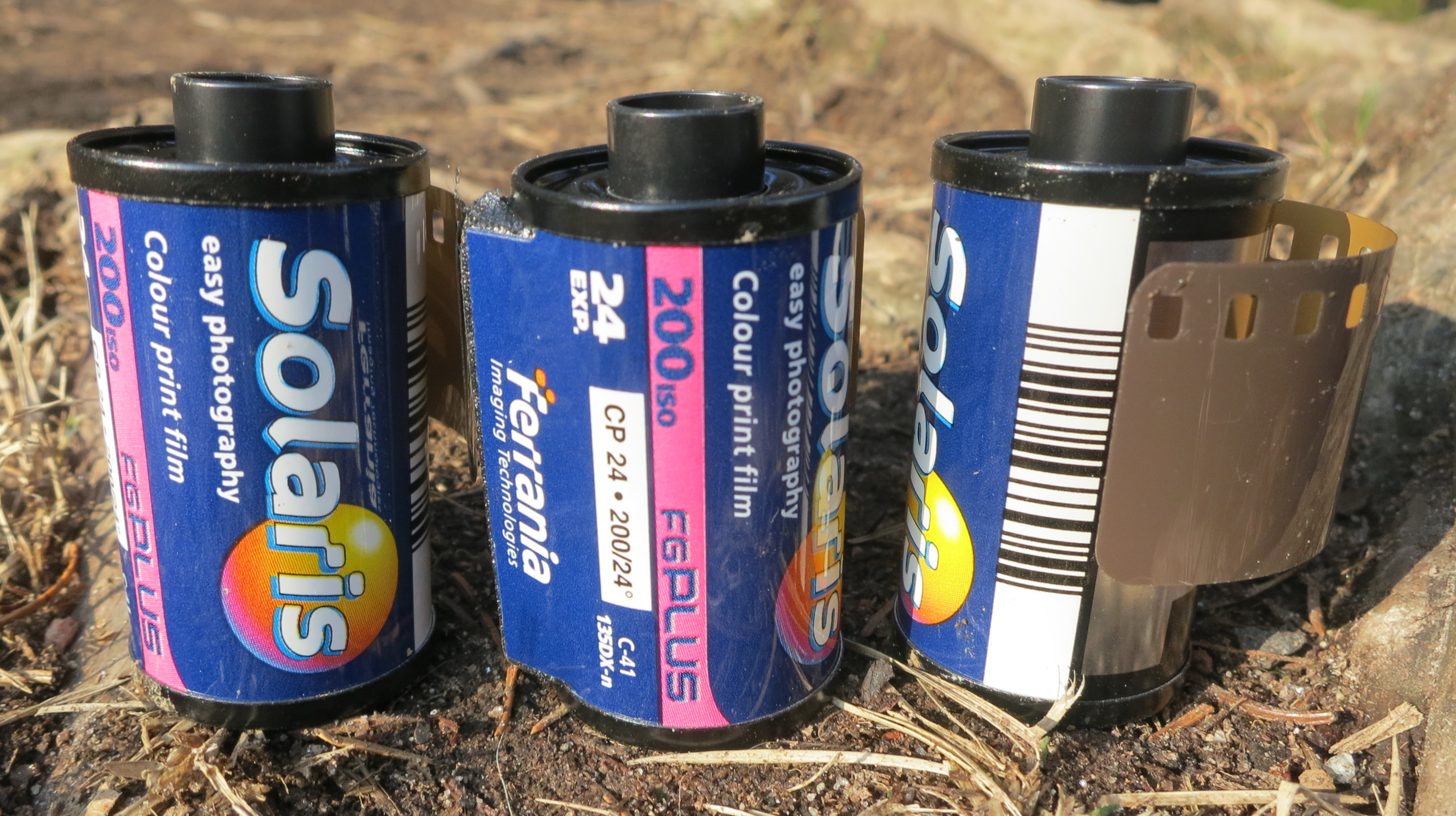
Ferrania Solaris 200 ASA 35 mm

Ferrania es una empresa italiana de películas.

## Historia
Ferrania nació en el año 1882 como una empresa denominada SIPE, que producía dinamita.
Después de la Primera Guerra Mundial SIPE vio aumentar sus negocios así que en Ferrania fue abierta una nueva empresa. La empresa empezó a producir películas come filial de la “Pathé Freres de Vincennes”, la mayor empresa francesa de películas (en 1923).
En el 1932 nació la FILM Cappelli-Ferrania y después además la compra de la empresa Tensi, otra importante empresa de productos fotográficos, la Compañía se llamó Ferrania.
La compañía producía tanto material fotográficos que cámaras.
En el 1964 la Ferrania fue adquirida da la compañía americana 3M, y se llamó “Ferrania 3M”. La adquisición dio lugar a una subsidiaria: “Imation”.
En el 1999 la empresa fue comprada por la Schroder Ventures ahora es de propiedad de “Gruppo Messina Genova”.
En el 2009 la Empresa dejó de producir películas, produciendo solo material plástico, componentes electrónicos, cámaras digitales, software para hospitales y material artístico.
En el 2012-2013 la movilidad se buscó para muchos trabajadores de la “Ferrania Technologies”.

### FILM Ferrania
En el 2013 una nueva empresa, llamada “FILM Ferrania S.r.l.” compró la línea de producción de las películas fotográficas, de las máchinas y de los edificios industriales.
La nueva Empresa ha contratado a algunos empleados de la lista de movilidad.
La Compañía ha declarado que en los primeros meses del año 2014 volverá a producir películas nuevamente rediseñadas: la Scotch Chrome 100 (transparencias) y la Solaris FG-100.
En una entrevista la empresa no ha descartado la intención de producir películas en blanco y negro, como la Ferrania Pancro 30 (utilizada en muchas películas italianas).